# NGC 3461
NGC 3461 (również PGC 32793) – galaktyka eliptyczna (E), znajdująca się w gwiazdozbiorze Lwa. Odkrył ją 27 marca 1854 roku R. J. Mitchell – asystent Williama Parsonsa.